# Ioan Sdrobiș
Ioan Sdrobiș (n. 9 aprilie 1946, Bacău, România) este un fost antrenor român de fotbal. A fost antrenorul clubului de fotbal CSM Focsani și al echipei Farul Constanța până în ianuarie 2011. În februarie 2011 a devenit scouter la Dinamo București. În 2006 a antrenat CFR Timișoara în Divizia B. După ce a plecat de la Farul Constanța s-a dus la o echipă formată în Onești cu numele de Dinamo în încercarea de a avea Oneștiul o echipă de fotbal. 